# Kościół Świętej Rodziny w Zakopanem
Kościół i Sanktuarium Najświętszej Rodziny – rzymskokatolicki kościół parafialny, najstarsza, murowana świątynia Zakopanego. Znajduje się przy ul. Krupówki 1A.

## Historia
Fundamenty pod ten kościół położył w 1877 ks. Józef Stolarczyk. Świątynię wznoszono z górskiego, twardego kamienia w latach 1879–1896, dzięki ofiarności parafian i właściciela dóbr zakopiańskich hrabiego Władysława Zamoyskiego. Projekt kościoła wykonał architekt Józef Pius Dziekoński. Świątynia jest trójnawową bazyliką z transeptem, wieżą z dwoma wieżyczkami schodowymi od strony zachodniej oraz trzema kaplicami. Kościół parafialny pod wezwaniem Świętej Rodziny został konsekrowany 16 września 1899 przez biskupa krakowskiego Jana Duklana Puzynę.
W latach 1935–1941 wikariuszem parafii był m.in. ks. Piotr Dańkowski, jeden ze 108 błogosławionych męczenników II wojny światowej.
7 czerwca 1997, w 150–lecie, odnowiony kościół odwiedził Jan Paweł II, spotykając się z dziećmi pierwszokomunijnymi z Zakopanego.
Dekretem z dnia 18 stycznia 2016 roku kardynał Stanisław Dziwisz ustanowił w kościele Sanktuarium Najświętszej Rodziny.

## Architektura
Budynek wykonano w stylu neoromańskim. Wnętrze natomiast jest mieszanką stylów: neoromańskiego, zakopiańskiego Stanisława Witkiewicza oraz tzw. sposobu zakopiańskiego. Ołtarz główny jest dziełem Kazimierza Wakulskiego. Ma formę tryptyku, w którego środku znajduje się rzeźba Świętej Rodziny, a z boku dwie sceny: Zwiastowania i Nawiedzenia św. Elżbiety. Ściany prezbiterium zdobi polichromia, przedstawiająca góralską interpretację Ośmiu Błogosławieństw. Polichromię kościoła i witraże malował Janusz Kotarbiński.
Elementem wykonanym całkowicie w stylu zakopiańskim jest przylegająca kaplica św. Jana Chrzciciela.

## Organy
W kościele wcześniej znajdował się instrument Antoniego Sapalskiego przeniesiony z kościoła Matki Boskiej Częstochowskiej. Tuż przed budową nowych organów został znowu przeniesiony. Obecne organy wybudowała firma Rieger w 1928 roku z inicjatywy ówczesnego proboszcza ks. Jana Tobolaka oraz organisty Józefa Mistrzyka. Od zakończenia budowy instrument przez ponad 40 lat przechodził jedynie drobne naprawy. W 1968 roku organista Andrzej Kowalczyk zwrócił się do Wydziału Organistowskiego Kurii Metropolitalnej w Krakowie o pomoc w sprawie generalnego remontu. Remont ten odbył się dwa lata później, a wykonał go Augustyn Kaczmarczyk z Kluczborka. Instrument po remoncie został odebrany przez ks. prof. Karola Mrowca. Ostatni generalny remont przeprowadził Andrzej Guziak z Kościeliska w 2000 roku.
Dyspozycja instrumentu:
| Manuał I                | Manuał II                 | Manuał III          | Pedał               |
| ----------------------- | ------------------------- | ------------------- | ------------------- |
| 1. Mikstura 4 rzęd.     | 1. Kornet 3–4 rzęd.       | 1. Obój 8’          | 1. Puzon 16’        |
| 2. Flet kwintowy 1 1/3’ | 2. Tercya 1 3/5’          | 2. Róg giemsowy 8’  | 2. Pryncypałbas 16’ |
| 3. Flautino 2’          | 3. Bachflet 2’            | 3. Eolina 8’        | 3. Wiolon 16’       |
| 4. Flet rurkowy 4’      | 4. Flauto Traverso 4’     | 4. Vox coelestis 8’ | 4. Subbas 16’       |
| 5. Oktawa 4’            | 5. Flet rurkowy 8’        | 5. Kwintadena 8'    | 5. Bourdon Bas 16’  |
| 6. Flet kryty 8’        | 6. Salicjonał 8’          | 6. Amabilis 8'      | 6. Oktawbas 8’      |
| 7. Flet głęboki 8’      | 7. Pryncypał smyczkowy 8’ | 7. Dolce 4'         | 7. Cello 8’         |
| 8. Gamba 8’             | 8. Klarnet 8’             |                     |                     |
| 9. Principál 8’         |                           |                     |                     |
| 10. Trąbka 8’           |                           |                     |                     |
| 11. Bourdon 16’         |                           |                     |                     |

## Galeria

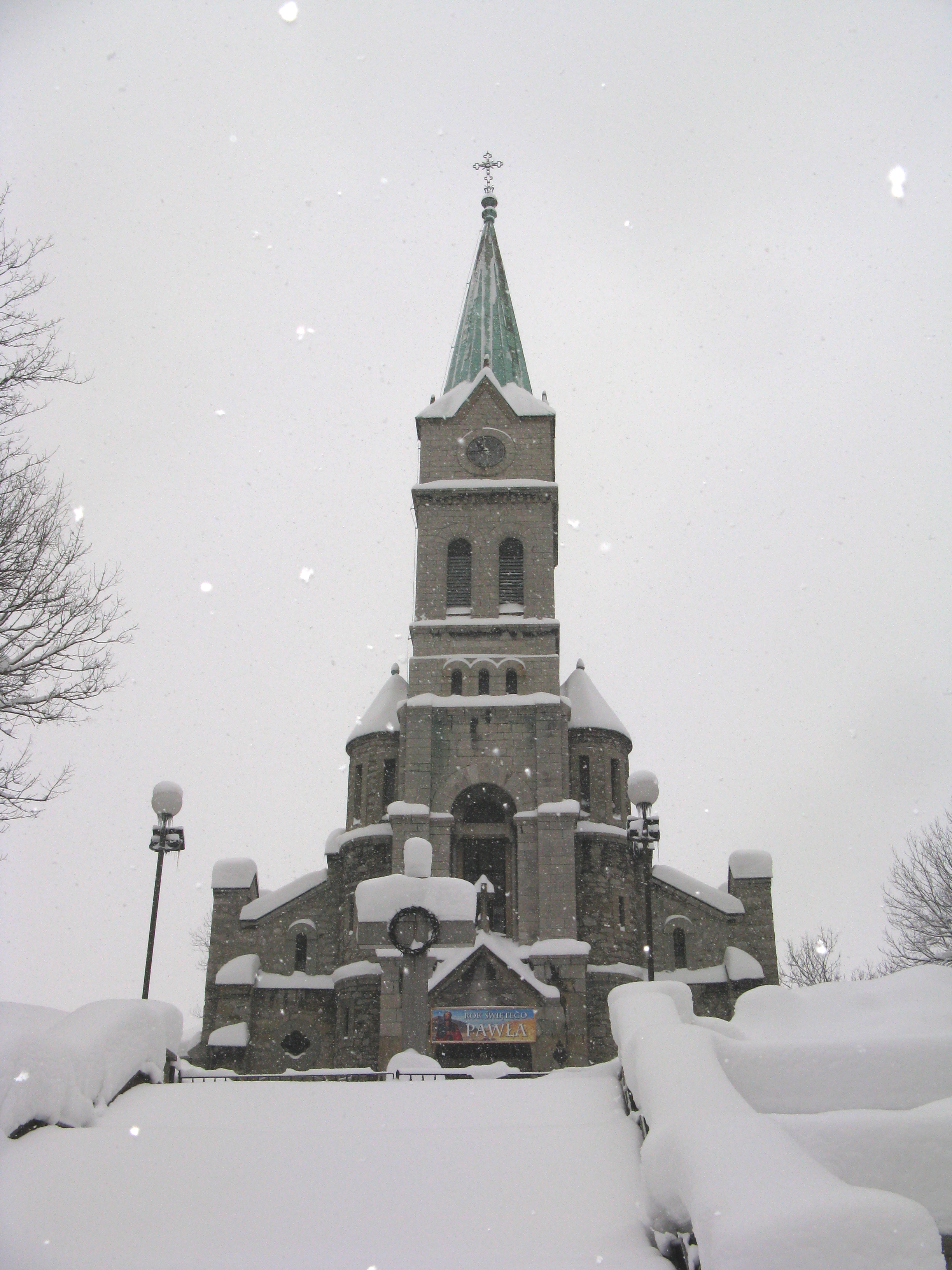
Kościół zimą
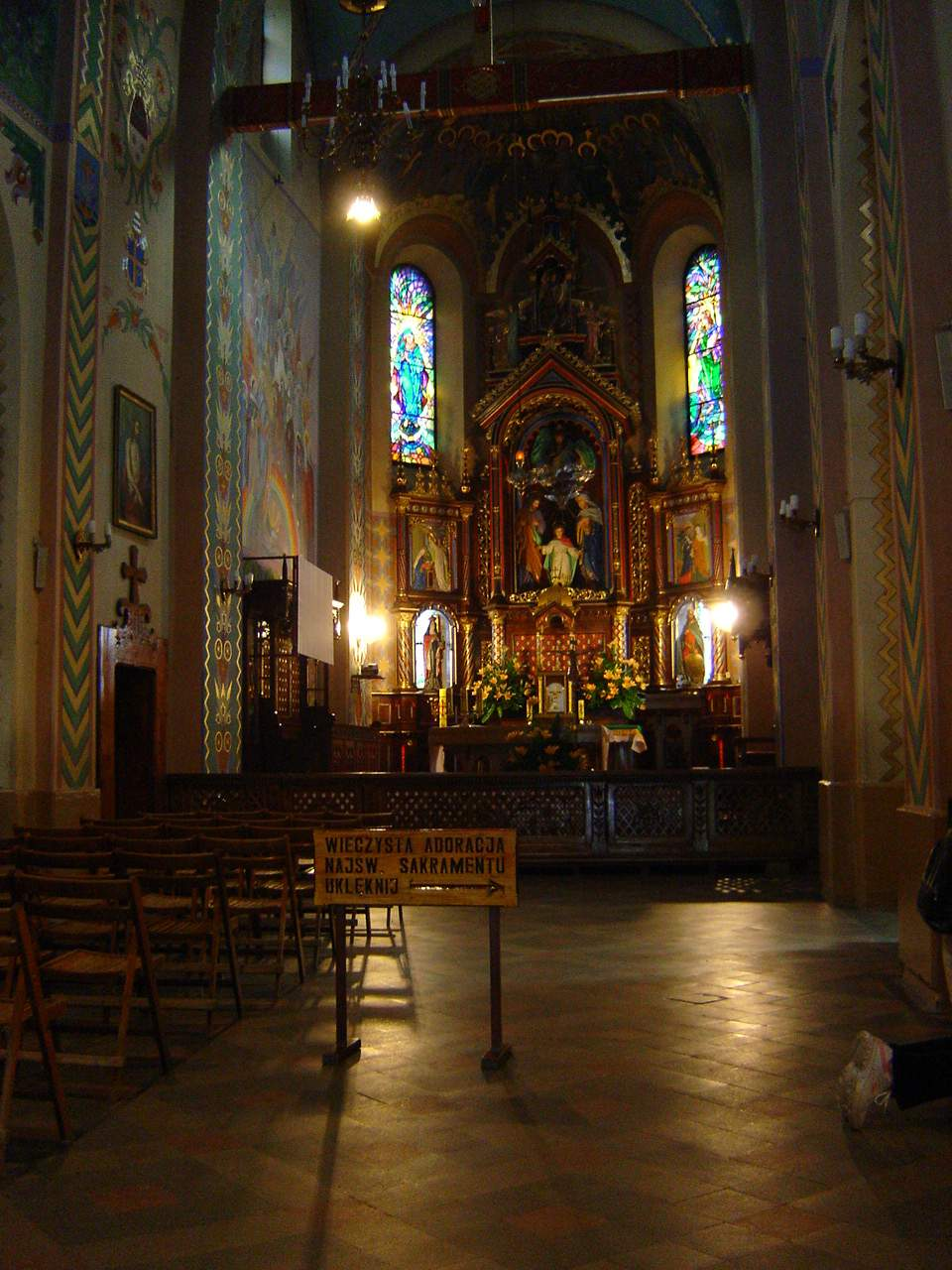
Ołtarz główny
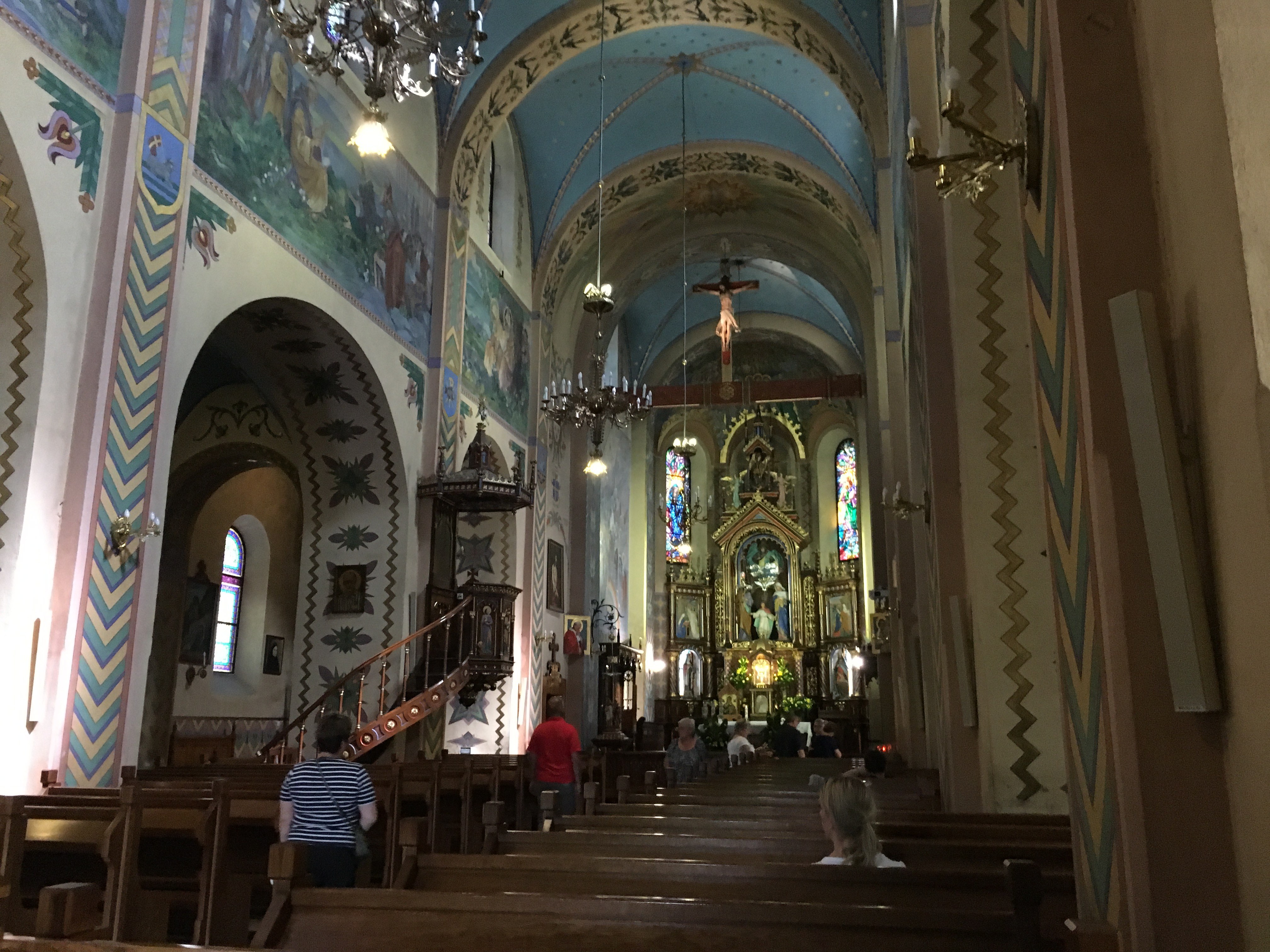
Wnętrze świątyni